# Norman Theuerkauf
Norman Theuerkauf (* 24. Januar 1987 in Nordhausen) ist ein deutscher Fußballspieler, der zuletzt beim 1. FC Heidenheim unter Vertrag stand. Im Sommer 2025 beendete Theuerkauf seine Karriere.

## Karriere

### Vereine
Theuerkauf machte seine ersten Schritte im Erwachsenenbereich bei der zweiten Mannschaft Werder Bremens. Dort kam er in seiner Zeit als aktiver Fußballer auf insgesamt 52 Einsätze und zwei Tore in der Regionalliga Nord, bis er schließlich Anfang 2008 zu den Amateuren von Eintracht Frankfurt wechselte und dort bis Sommer 2009 verweilte. In Frankfurt bestritt er in der Fußball-Hessenliga seit dem 1. März 2008 elf Spiele mit drei Toren. Nach dem Aufstieg in die Regionalliga Süd wurde er am 8. August 2008 erstmals im Regionalligateam der zweiten Mannschaft von Eintracht Frankfurt eingesetzt, wo er in 32 Spielen zum Einsatz kam und sieben Tore schoss.
2009 wechselte er zu Eintracht Braunschweig in die 3. Liga und war beim Zweitligaaufstieg 2011 Stammspieler. In der 3. Liga stand er zunächst als Linksverteidiger, später im defensiven Mittelfeld in zwei Saisons in 57 Partien auf dem Platz. Nach dem Zweitligaaufstieg absolvierte er in zwei Spielzeiten 59 Begegnungen und stand in der Aufstiegssaison 31-mal von Beginn an auf dem Feld. In der Folgesaison gelang der Aufstieg in die Bundesliga, in der er am 10. August 2013 (1. Spieltag) bei der 0:1-Niederlage im Heimspiel gegen Werder Bremen debütierte. Zum Ende der Spielzeit 2014/15 verließ Theuerkauf Braunschweig und wechselte zum 1. FC Heidenheim.
Im April 2022 wurde sein im Sommer desselben Jahres in Heidenheim auslaufender Vertrag um ein weiteres Jahr verlängert. Im Mai 2023 erfolgte eine Verlängerung um ein weiteres Jahr. Im Mai 2025 gab Theuerkauf das Ende seiner Karriere zum Ende der laufenden Saison bekannt.

### Nationalmannschaft
Anfang 2006 nahm Theuerkauf mit der deutschen U-19-Auswahl an einem internationalen Turnier in Katar teil und kam dort in der Abwehr an der Seite von David Pisot, Fabian Johnson und Sören Bertram zu fünf Einsätzen.

## Sonstiges
Norman Theuerkauf hat im Juni 2013 seine langjährige Freundin geheiratet.

## Erfolge
Eintracht Braunschweig
- Aufstieg in die Bundesliga: 2013
- Aufstieg in die 2. Bundesliga als Meister der 3. Liga: 2011

1. FC Heidenheim
- Meister der 2. Bundesliga 2023